# Kim Keon-hee
Kim Keon-hee (kor. 김건희; ur. 2 września 1972 w Seulu) – południowokoreańska bizneswoman, w latach 2022–2025 pierwsza dama Korei Południowej.

## Życiorys
Kim Keon-hee ukończyła prywatną szkołę średnią Myeongsin Girl's oraz studia artystyczne na prywatnym Uniwersytecie Kyonggi.
W 2009 założyła firmę Covana Contents która specjalizuje się w wystawiennictwie.
11 marca 2012 poślubiła Yoon Suk-yeola.

## Kontrowersje
W 2019 została oskarżona przez media o niepłacenie podatków oraz przyjmowanie łapówek.
W 2021 Partia Demokratyczna Korei oskarżyła ją o fałszowanie wykształcenia w dokumencie CV oraz uczestnictwa w programach edukacyjnych na Uniwersytecie Nowojorskim. Później podczas konferencji prasowej publicznie przeprosiła i przyznała się do zarzucanych jej czynów. Kim została również oskarżona o plagiatowanie swoich prac naukowych. W sierpniu 2022 Uniwersytet Kookmin poinformował, że nie znalazł żadnych oznak plagiatu, a samo oświadczenie wywołało kontrowersje wśród społeczności akademickiej a szesnastu profesorów opublikowało własne raporty potwierdzające zarzuty wobec Keon-hee. W grudniu 2024 wstępny raport wewnętrzny Uniwersytetu Sookmyung wykazał, że Kim dopuściła się plagiatu w swojej pracy magisterskiej z 1999 roku. Uczelnia wyznaczyła jej termin do końca stycznia 2025 na odwołanie się od decyzji, czego nie uczyniła. 24 czerwca 2025 Uniwersytet Sookmyung poinformował o cofnięciu stopnia magistra, a 21 lipca 2025 Uniwersytet Kookmin unieważnił jej stopień doktora.
12 sierpnia 2025 Sąd Rejonowy w Seulu wydał nakaz aresztowania Kim, której postawiono zarzuty korupcji, manipulacji giełdowych oraz łapownictwa, co wiązało się z przyjmowaniem przez nią luksusowych prezentów marek takich jak Chanel i Van Cleef. Sąd uzasadniając decyzję o aresztowaniu powoływał się na możliwość manipulowania dowodami przez oskarżoną.

## Odznaczenia
- Krzyż Wielki Orderu Zasługi RP – Polska, 2023[25][26]